# Papa Urbano VI
Urbano VI, nascido Bartolomeo Prignano; (Itri, c. 1318 — Roma, 15 de outubro de 1389) foi o Papa da Igreja Católica de 8 de abril de 1378 até a data de sua morte. A sua eleição foi rodeada de polémica e ele foi o último Papa a ser eleito fora do Colégio dos Cardeais, e que resultou no Grande Cisma do Ocidente.

## Biografia
Bartolomeo Prignano nasceu em Itri e era um monge devoto, foi feito Arcebispo de Bari em 1377. A parte inicial da sua carreira eclesiástica foi feita ao serviço dos Papas de Avinhão, onde desenvolveu uma reputação de homem moderado.

Prignano tinha desenvolvido uma reputação de simplicidade e frugalidade e uma habilidade para o negócio quando era Vice-Chanceler. Ele também demonstrou uma propensão para aprender, e, de acordo com Cristoforo di Piacenza, ele estava sem famiglia em uma época de nepotismo, isto embora uma vez na cadeira papal elevou quatro de seus cardeais-sobrinhos e tentou colocar um deles no controle de Nápoles. Mas, pelas suas grandes falhas desfez suas virtudes: Ludwig von Pastor resumiu seu caráter: 
"Ele falhou na delicadeza e caridade cristã. Era naturalmente arbitrário e extremamente violento e imprudente, e quando veio para lidar com a questão eclesiástica ardente na época da reforma, as consequências foram desastrosas".

## Pontificado
Em 8 de abril de 1378 foi eleito Papa por pressão da população de Roma sendo o último que não era Cardeal, eleito para o cargo já que ainda era um arcebispo, pois o povo queria ver um italiano no pontificado para assegurar a permanência do papado na cidade
Com a subida na hierarquia, Urbano VI revelou uma personalidade colérica e intempestiva que depressa lhe arranjou inimigos. Entre eles, especialmente os cardeais de origem francesa, que revoltaram-se contra ele e começaram a conspirar a sua substituição. No fim do verão do mesmo ano, reuniram novo conclave e elegeram Roberto de Genebra, que tomou o nome de Clemente VII. Nessa altura excomungou Clemente e declarou-o o novo anticristo, mas nada pode fazer contra o seu estabelecimento em Avinhão. A sua impetuosidade não ajudou a sua causa e em breve algumas potências europeias passaram para o lado de Clemente. Não foi o caso do Reino de Portugal que se manteve ao lado dele, como sinal de apoio à vontade do Reino de Inglaterra.

## Acidente e morte
Em agosto de 1388, Urbano passou de Perugia, com milhares de tropas. Para angariar fundos, ele havia proclamado um Jubileu, que seria realizado em 1390. Na época do anúncio, apenas 38 anos se passaram desde o Jubileu anterior, que foi comemorado sob Clemente VI. Durante a marcha, Urbano caiu de sua mula em Narni e teve que se recuperar no início de outubro em Roma, onde ele foi capaz de derrubar a regra comum do banderesi e restaurar a autoridade papal. Ele morreu logo depois, provavelmente de ferimentos causados pela queda, mas não sem rumores de envenenamento. Vale ressaltar que durante a reconstrução da Basílica de São Pedro, os restos de Urbano quase foram jogados fora a serem destruídos para que seu sarcófago pudesse ser usado como pia para dar água a cavalos. O sarcófago foi salvo apenas quando o historiador da igreja, Giacomo Grimaldi, chegou e, percebendo sua importância, ordenou preserva-lo.
O sucessor do Papa Urbano VI foi o Papa Bonifácio IX.